# Thần Mộc
Thần Mộc (chữ Hán:神木市, âm Hán Việt: Thần Mộc thị) là một thành phố cấp phó địa khu thuộc địa cấp thị Du Lâm, tỉnh Thiểm Tây, Cộng hòa Nhân dân Trung Hoa. Thành phố này có diện tích 7635 ki-lô-mét vuông, dân số năm 2002 là 360.000 người. Mã số bưu chính Thần Mộc là, trụ sở thành phố đóng tại. Về mặt hành chính, thành phố Thần Mộc được chia thành 14 trấn, 4 hương.
- Trấn: Sa 峁, Đại Bảo Đương, Trung Kê, Nhĩ Lâm Thỏ, Đại Liễu Tháp, Tôn Gia Xá, Điếm Tháp, Cao Gia Bảo, Hoa Thạch Nhai, Vạn, Giá Gia Xuyên, Mã, Lan Can Bảo.
- Hương: Dao, Giải Gia Bảo, Ma Gia Bảo, Kiều Xá, Thái Hòa Trại.